# 白石村遗址
白石村遗址遗址位于中國山東省烟台市芝罘区，以发掘地为白石村而得名。該遺址也是新石器時代白石文化的命名遺址，該遺址並列入中國於2006年6月公布的第六批全国重点文物保护单位名单之中。
該遺址的年代約為6000-7000年前，出土石器和骨器中，尤以細緻的骨針為其特色。